# 藤井一志
藤井 一志（ふじい かずし、2001年9月30日 - ）は、兵庫県西宮市出身のプロサッカー選手。Jリーグ・RB大宮アルディージャ所属。ポジションはフォワード（FW）。

## 来歴
関西生まれでヴィッセル神戸のジュニアユース（伊丹U-15）出身だが、両親が東京出身ということに加え「自分たちで考えてやるサッカーというのが楽しくて、ここで絶対に全国に行こうと思った」との理由で選手権出場経験のない東海大高輪台高校に進学。サッカー部ではキャプテンを務めた。
高校卒業後は東海大学に進学、サッカー部では3年次に関東大学リーグ2部で得点王に輝き、1部参入プレーオフ決定戦の勝利にも貢献してチームの1部復帰に貢献した。
2023年8月18日、2024年から大宮アルディージャへの加入と2023年JFA・Jリーグ特別指定選手として認定されたことが発表された。
2024シーズン、J3開幕戦の八戸戦でJリーグ初出場。途中出場からわずか5分後に初アシストを記録し、鮮烈デビューを果たすと、第4節の相模原戦でプロ初ゴールとなる先制点を挙げた。以後は杉本健勇との2トップなどで攻撃陣のレギュラーとして定着。GWのアウェー3連戦では3得点を挙げるなど前半戦で6ゴール4アシストの活躍を見せた。夏以降は新加入の外国人選手や終盤の負傷の影響もあり満足に出場できない状況が続いたが、前線からの献身的な守備など攻守万能の活躍でJ3優勝J2復帰に貢献した。

## プレースタイル
ドリブルでの仕掛けやスピードを生かした裏抜け、チャンスメイクなど、多彩な攻撃パターンを持つ万能アタッカー。

## 所属クラブ
- 西宮少年SC
- ヴィッセル神戸伊丹U-15
- 東海大学付属高輪台高等学校
- 東海大学
  - 2023年8月 - 同年12月 大宮アルディージャ（特別指定選手）
- 2024年 -  大宮アルディージャ / RB大宮アルディージャ

## 個人成績
| 国内大会個人成績 | 国内大会個人成績 | 国内大会個人成績 | 国内大会個人成績 | 国内大会個人成績 | 国内大会個人成績 | 国内大会個人成績 | 国内大会個人成績 | 国内大会個人成績 | 国内大会個人成績 | 国内大会個人成績 | 国内大会個人成績 |
| 年度             | クラブ           | 背番号           | リーグ           | リーグ戦         | リーグ戦         | リーグ杯         | リーグ杯         | オープン杯       | オープン杯       | 期間通算         | 期間通算         |
| 年度             | クラブ           | 背番号           | リーグ           | 出場             | 得点             | 出場             | 得点             | 出場             | 得点             | 出場             | 得点             |
| 日本             | 日本             | 日本             | 日本             | リーグ戦         | リーグ戦         | リーグ杯         | リーグ杯         | 天皇杯           | 天皇杯           | 期間通算         | 期間通算         |
| ---------------- | ---------------- | ---------------- | ---------------- | ---------------- | ---------------- | ---------------- | ---------------- | ---------------- | ---------------- | ---------------- | ---------------- |
| 2024             | 大宮             | 42               | J3               | 28               | 6                | 1                | 0                | 2                | 0                | 31               | 6                |
| 2025             | 大宮             | 42               | J2               |                  |                  |                  |                  |                  |                  |                  |                  |
| 通算             | 日本             | 日本             | J2               |                  |                  |                  |                  |                  |                  |                  |                  |
| 通算             | 日本             | 日本             | J3               | 28               | 6                | 1                | 0                | 2                | 0                | 31               | 6                |
| 総通算           | 総通算           | 総通算           | 総通算           | 28               | 6                | 1                | 0                | 2                | 0                | 31               | 6                |

- 2023年は特別指定選手として在籍（公式戦への出場はなし）

出場歴
- Jリーグ初出場：2024年2月24日 J3第1節・ヴァンラーレ八戸戦（NACK5スタジアム大宮）
- Jリーグ初得点：2024年3月20日 J3第5節・SC相模原戦（相模原ギオンスタジアム）

## タイトル

### クラブ
大宮アルディージャ
- J3リーグ：1回（2024年）
- 埼玉県サッカー選手権大会：1回（2024年）